# Xenylla tullbergi
Xenylla tullbergi är en urinsektsart som beskrevs av Börner 1903. Xenylla tullbergi ingår i släktet Xenylla och familjen Hypogastruridae. Arten är reproducerande i Sverige. Inga underarter finns listade i Catalogue of Life.